# Ocumare de la Costa de Oro
Ocumare de la Costa de Oro is een gemeente in de Venezolaanse staat Aragua. De gemeente telt 10.800 inwoners. De hoofdplaats is Ocumare de la Costa.

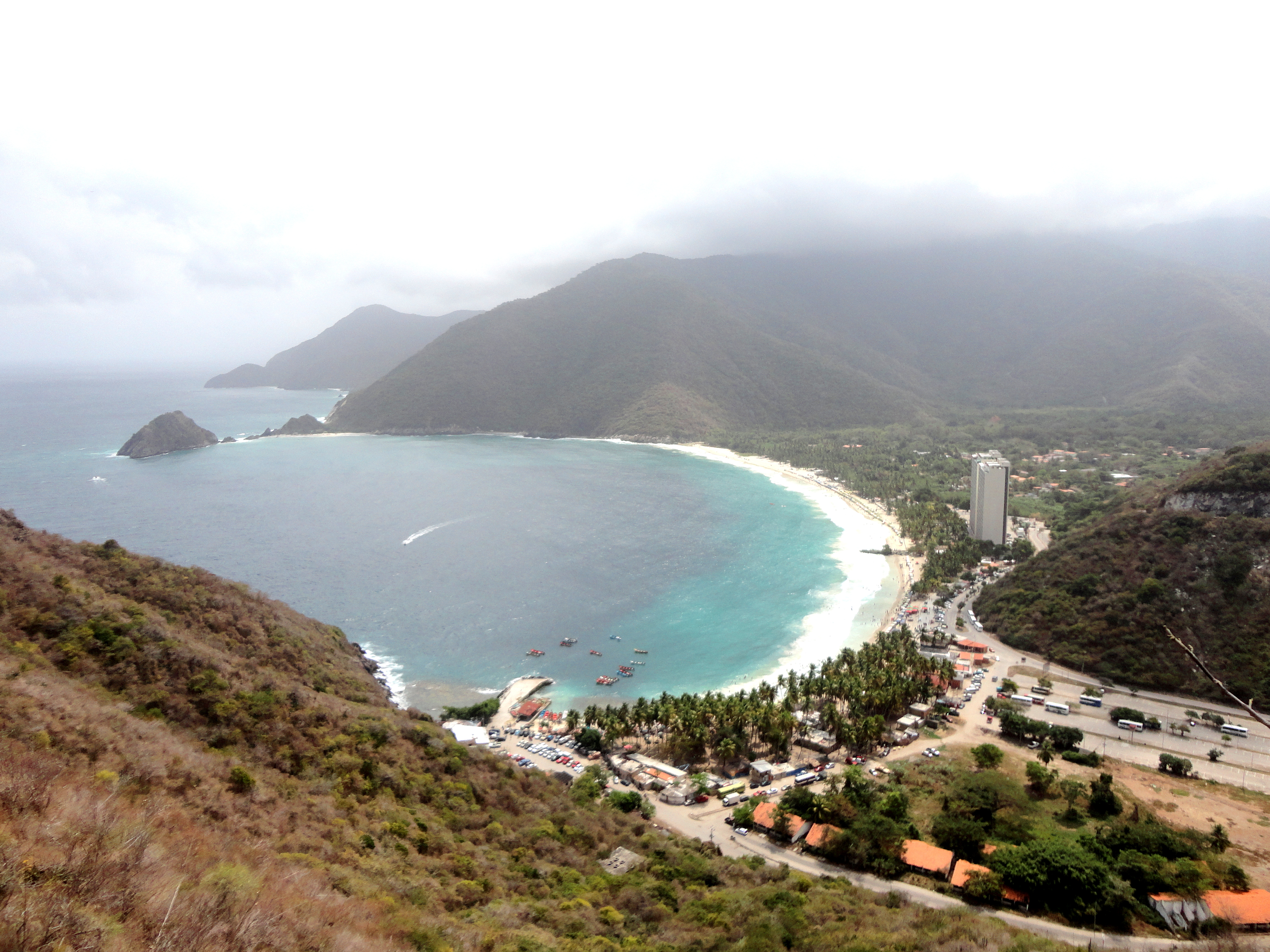
Playa, gelegen in Ocumare de la Costa de Oro